# Polyergus texana
Polyergus texana är en myrart som beskrevs av Buckley 1866. Polyergus texana ingår i släktet Polyergus och familjen myror. Inga underarter finns listade i Catalogue of Life.